# Роналд Еванс (астронаут)
Роналд Елвин "Рон" Еванс млађи (енгл. Ronald Ellwin "Ron" Evans Jr.; Сент Франсис, 10. новембар 1933 — Скотсдејл, 7. април 1990) био је амерички пилот, инжењер, астронаут. Изабран је за астронаута 1966. године.

## Биографија
Пре него што је изабран за астронаута, летео је као борбени пилот током Вијетнамског рата у Америчкој ратној морнарици. Након завршене летачке обуке 1957, летео је као пилот у борбеној ескадрили на Пацифику. Студирао је на мастер студијама Морнаричке постдипломске школе и после стицања дипломе мастер инжењера ваздухопловне технике, летео је у Вијетнаму, где га затиче селекција од стране НАСА (три године раније је неуспешно аплицирао за трећу селекцију астронаута). Летео је једном у свемир и последњи је амерички астронаут који је извео свемирску шетњу у дубоком свемиру, уједно и на највећем растојању од неког небеског тела, на мисији Аполо 17, у децембру 1972. године. Био је члан резервне посаде на мисијама Аполо 14 и Аполо-Сојуз Тест Пројекат, као и помоћних посада за Аполо 7 и Аполо 11. Провео је 12 дана у свемиру. Такође је и рекордер са 148 часова проведених у Месечевој орбити и последњи човек који је био сам у орбити Месеца. Међутим, Еванс је током 75 орбита око Месеца имао друштво у виду пет малих мишева: Феа, Фија, Фоа, Фума и Фуи. Један миш је угинуо током лета, четири су преживела пут у космос. Еванс је такође и један од 24 човека који су путовали на Месец.
Током каријере је забележио 5.500 часова лета, од тога 5.000 на млазњацима.
По завршетку средње школе 1951. године, уписао се на студије Универзитета Канзас као стипендиста Морнарице, на којем је дипломирао електротехнику 1956. године, док је на Морнаричкој постдипломској школи магистрирао ваздухопловну технику 1964. године. Еванс је у младости био члан Младих извиђача САД и имао је други по реду чин, Life Scout. Члан је неколико кућа славних и носилац бројних друштвених признања, цивилних и војних одликовања.
Из Морнарице је пензионисан 30. априла 1976. године у чину капетана и остао да ради као цивилно лице за НАСА-у. Радио је на програму Спејс-шатл, али се убрзо повукао у марту 1977. године и отиснуо у индустрију угља и рад у привреди.
Преминуо је у сну, са 56 година живота, 7. априла 1990. од последица срчаног удара. Иза себе је оставио супругу, сина и кћер. Сахрањен је на тамошњем градском гробљу.

## Галерија
- Еванс у свемирском оделу, 1971. године
- Еванс (у средини) са колегама с Апола 17, 1972. године
- Еванс са супругом, 1972. године
- Еванс у симулатору, 1972. године
- Еванс током лета Апола 17, 1972. године
- Еванс током последње америчке шетње у дубоком свемиру, 1972. године
- Еванс, 1970-их година
- Еванс са супругом (крајње лево) и колегама са Апола 17 на пријему код председника Никсона